# شاي بالكريمة

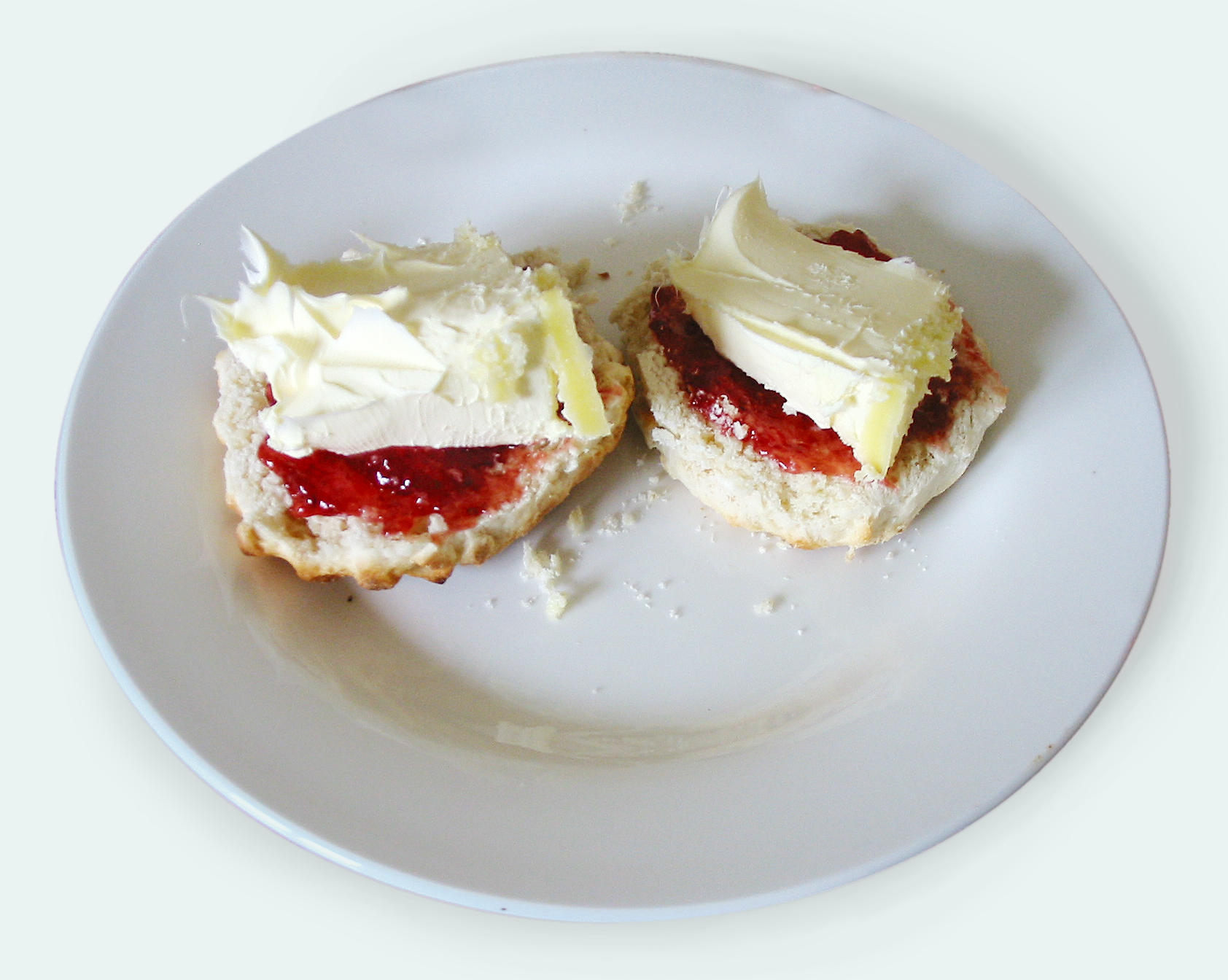
مثال على الكعكات المحضرة وفقًا لـ.

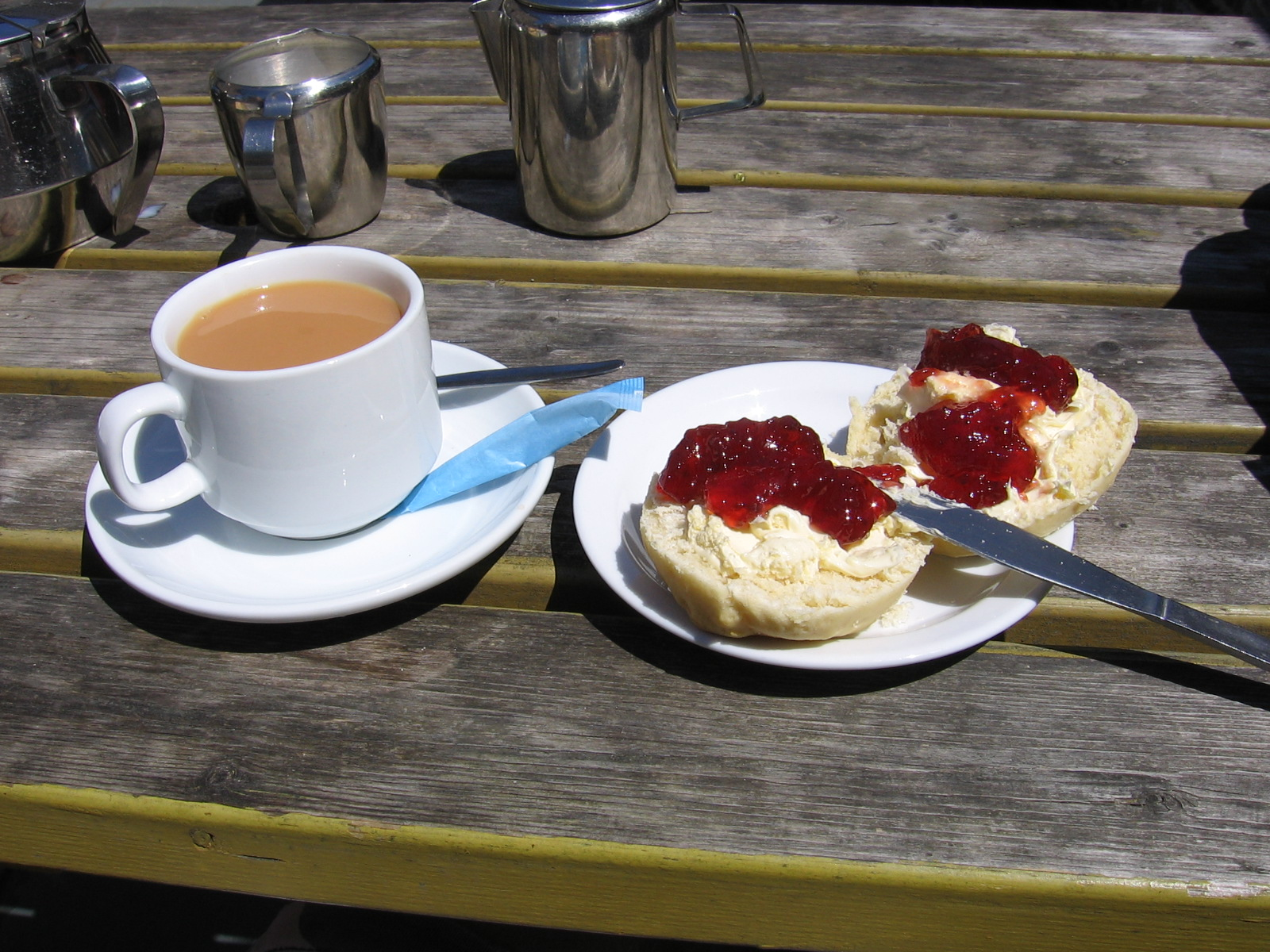
شاي كريمي في بوسكاسل ، كورنوال ، تم إعداده وفقًا لـ.

الشاي بالكريمة (المعروف أيضًا باسم شاي ديفون بالكريمة، شاي ديفونشاير، أو شاي كورنيش بالكريمة) وهو وجبة خفيفة تُقدم بعد الظهر في إنجلترا، وتتكون بشكل أساسي من الشاي، والكعك، والقشدة المخفوقة ، والمربى، وأحيانًا الزبدة. يُعتبر الشاي بالكريمة جزءًا من ثقافة الشاي الإنجليزية، ويحظى بشعبية كبيرة في جميع أنحاء المملكة المتحدة، وخاصة في مقاطعتي ديفون وكورنوال، وفي بعض الأجزاء الأخرى من الكومنولث.

## التاريخ
أصل شاي بالكريمة محل نزاع، على الرغم من وجود أدلة تشير إلى أن تقليد تناول الخبز مع الكريمة والمربى كان موجودًا في دير تافيستوك [الإنجليزية] في ديفون في القرن الحادي عشر. يُشير قاموس أوكسفورد الإنجليزي إلى أن أقدم استخدام موثق لمصطلح «شاي بالكريمة (Cream Tea)» بالمعنى المُتعارف عليه اليوم، أي وجبة شاي بعد الظهر، على عكس كوب الشاي الذي يحتوي على كريمة، يعود إلى رواية «صورة ميلي» التي كتبها فيليب مايتلاند هوبارد [الإنجليزية] عام 1964، «نحن فقط نستحم ونستمتع ونتناول شاي بالكريمة». ومع ذلك، اكتشف موقع "أطعمة إنجلترا" قصاصة صحيفة سابقة، ذي كورنيشمان [الإنجليزية] بتاريخ الخميس 3 سبتمبر 1931 (ص 8)، في هذه الصحيفة، وردت العبارة في سياق يُشبه المعنى الحديث للكلمة، حيث تم وصف وجبة: «لقاء ما زُعم أنه شاي كورنيشي بالكريمة، والذي يتكون من ثلاث شرائح من الخبز والزبدة ورشة من الكريمة والمربى وقطعتين من الخبز الشاحب (أو الهزيل/الضعيف)، دُفعتُ شلنًا واحدًا وستة بنسات.» 

## الاختلافات
هناك اختلافات إقليمية فيما يتعلق بكيفية تناول شاي بالكريمة بشكل مفضل.
- الطريقة الديفونية أو ديفونشاير هي تقسيم الكعكة إلى نصفين، وتغطية كل نصف بالكريمة المخفوقة ، ثم إضافة مربى الفراولة في الأعلى. وتُستخدم طريقة ديفون أيضًا بشكل شائع في المقاطعات المجاورة.
- باستخدام الطريقة الكورنوالية، تُقسم أولاً الكعكة الدافئة أو الكعكة السكونية إلى نصفين، ثم تُدهن بمربى الفراولة، وأخيراً تُغطى بملعقة من الكريمة المخفوقة. تُستخدم هذه الطريقة أيضًا في أماكن أخرى، ولا سيما في لندن.[4]

على الرغم من استمرار الجدل بين الكثيرين حول الترتيب «الصحيح» لوضع المربى أو الكريمة المخثرة على الكعكة، فإن شاي الكريمة يُقدم ويُستمتع به في كلتا المقاطعتين سواء وُضعت الكريمة أولاً أو المربى أولاً.
في وجبات الشاي المُقدمة تجاريًا، نادرًا ما تُدهن الكعكات بالزبدة. من الناحية التقليدية، من المهم أن تكون الكعكات دافئة، وأن تُستخدم القشدة المُخثرة (وليست القشدة المخفوقة) ومربى الفراولة تحديدًا، بدلاً من أي نوع مربى آخر. لا تُضاف الزبدة عادةً، بل إن بعض المصادر تنصح بعدم تقديم الشاي مع الحليب.
في كورنوال كان البديل التقليدي للكعكة هو «الخبز المقسم»، وهو نوع من الخبز الأبيض الحلو قليلاً بدلاً من الكعكة الإنجليزية. أصبح من النادر الآن العثور على هذا الخبز متوفرًا تجاريًا، حتى في كورنوال نفسها، ولكن لا تزال العديد من العائلات الكورنية تستخدم الخبز المفتوح في منازلها. في ديفون ،البديل للكعكة الذي يُعثر عليه أحيانًا هو «خبز ديفون المفتوح» أو «تشودلي»، وهو أخف من الكعكة وأصغر من الخبز المفتوح الكورني.
هناك نوع آخر من شاي بالكريمة يسمى «الرعد والبرق»، ويتكون من قطعة خبز دائرية أو خبز كورنيش مقسم، ومغطى بالقشدة المخفوقة والعسل أو الشراب الذهبي.
بالإضافة إلى النسخة الحلوة التقليدية، يوجد أيضًا نوع آخر يُعرف باسم «شاي بالكريمة اللذيذة»، حيث تُستخدم فيه كعكات بالجبن بدلاً من الكعكات الحلوة، وجبن الكريمة بدلاً من الكريمة المُخثرة، وصلصة تشاتني بدلاً من المربى.

## حالة محمية
في مايو 2010،أُطلقت حملة في معرض مقاطعة ديفون [الإنجليزية] لحماية اسم «شاي ديفون بالكريمة» داخل الاتحاد الأوروبي بموجب قواعد تسمية المنشأ المحمية [الإنجليزية] (PDO). انطلقت هذه الحملة بعد نقاش على إذاعة بي بي سي ديفون [الإنجليزية].

## الملاحظات
1. ↑  أو بشكل أقل أصالة، الكريمة المخفوقة
2. ↑  ويُفضل أن تكون مخبوزة للتو